# Stort hjertetræ
Stort hjertetræ (Cercidiphyllum magnificum) er et mellemstort, løvfældende træ med en opret stamme og en uregelmæssig, buskagtig krone. 

## Beskrivelse
Barken er først glat og lysegrøn, men snart bliver den lysegrå med tydelige korkporer. Gamle grene og stammer får en næsten glat, grå bark. Knopperne sidder modsat, og de er rødlige og spidse. Bladene er hele og hjerteformede med bugtet-tandet rand. Oversiden er rynket og lysegrøn, mens undersiden er noget mere grålig. Høstfarven er gulgrøn. 
Blomstringen sker i april, dvs. før løvspring. Blomsterne er enten rent hanlige eller rent hunlige. I begge tilfælde er de uregelmæssige og mangler både kron- og bægerblade. Frugterne er bælge, som beholder de krogagtige støvfang.
Rodnettet består af kraftige hovedrødder, der danner et hjerteformet system. De fine rødder ligger dog mest nær ved jordoverfladen, hvor de danner et tæt filt.
Højde x bredde og årlig tilvækst: 15 x 10 m (40 x 30 cm/år). I det naturlige udbredelsesområde, i Fukushima-præfekturet findes enkelte eksemplarer på mere end 30 m højde. 

## Hjemsted
Arten er endemisk i det centrale Honshu i Japan. Her findes den i blandede løv- og nåleskove i højder mellem 900 og 1.900 m. 
I skovene på vulkanen Hakusan i det mellemste Honshu, Japan findes arten sammen med bl.a. japansk bøg, japansk fyr, japansk kryptomeria, japansk ædelgran, penselfyr, Quercus crispula (en art af eg), skrueædelgran, vidunderædelgran og vårpoppel
| Portal | Portal:Botanik |

## Note
1. ↑  sea.unep-wcmc.org: UNEP WCMC: Hakusan National Park (engelsk)